# John Hull
John Hull (1761–1843) est un médecin et botaniste britannique, né à Poulton (Lancashire) en Grande-Bretagne.

## Biographie succincte
En soutenant une thèse intitulée De catharticis, il obtient son titre de Docteur en médecine à l'Université de Leyde en mai 1792. 
Il s'installe alors à Manchester où il exerce comme accoucheur puis il devient médecin à la Maternité
(Lying-in Hospital) de cette même ville déjà très industrialisée. Entre 1798 et 1801 il écrit des articles défendant la pratique de la césarienne.
S'étant adonné à la botanique pour se détendre, il publie, en 1799, une 'British Flora' qui connaîtra une seconde édition en 1808. Entre-temps, en 1800, il fait éditer deux volumes intitulés 'Elements of Botany'.
Il obtient son titre de licencié du Collège des Médecins en 1819.
Il meurt chez son fils aîné au Tavistock Square à Londres, le 17 mars 1843.

## Sources
- Dictionary of National Biography, 1885-1900, Volume 28, Hull, John by George Simonds Boulger
- John Hull ; page wikipédia en espagnol